# Smaragdan ceinturé
Vireolanius melitophrys
Espèce
Répartition géographique
Statut de conservation UICN

LC : Préoccupation mineure
Le Smaragdan ceinturé (Vireolanius melitophrys) est une espèce de passereaux de la famille des Vireonidae.

## Répartition et sous-espèces
Selon la classification de référence du Congrès ornithologique international (15.1, 2025) :
- V. m. melitophrys Bonaparte, 1850 — sierra Madre orientale ;
- V. m. crossini Phillips, 1991 — sud de la sierra Madre occidentale, cordillère Néovolcanique et sierra Madre del Sur ;
- V. m. quercinus Griscom, 1935 — flanc sud de la sierra Madre de Chiapas.

## Systématique
Le nom valide complet (avec auteur) de ce taxon est Vireolanius melitophrys Bonaparte, 1850.
Ce taxon porte en français le nom vernaculaire ou normalisé suivant : Smaragdan ceinturé.